# Ahmed Fakroun
Ahmed Fakroun (en arabe : أحمد فكرون; né en 1953) est un chanteur et auto-compositeur libyen originaire de Benghazi, en Libye. Il est l'un des pionniers de la musique arabe moderne.
John Storm Roberts, de Original Music, AllMusic, a écrit que par-dessus tous les chanteurs de raï, Ahmed Fakroun est celui qui se démarque le plus, et ce pour deux raisons : premièrement il est influencé par l'europop, et l'art rock français, et non pas seulement les autres genre de rock les plus communs. Deuxièmement, il joue de nombreux instruments dans les deux traditions en tant que chanteur. Il joue du saz s'apparentant à du bouzouki, du mandol et de la darbouka, aussi bien que de la guitare, de la basse et des instruments à claviers.
Au Royaume Uni, c'est Peter Gabriel qui fera connaître Ahmed Fakroun au public britannique.

## Discographie
- Awedni, produced by Tommy Vance, 1974, London, UK (distributed by Awedni Recordi, Columbia Records, Polydor France, 1977)
- Nisyan, arranged by Nicolas Vangelis & Ahmed Fakroun, 1977, Italy (distributed by Shawara Al Madina, recorded With Enid at Lodge Studio, and mixed at Edin studio London)
- Yumma, 1978, Italy (Recorded at IAF Studio)
- Shibacik(with Mark Harris), 1979, Italy
- Soleil Soleil(with Jhon Ferre), 1983 / 1984, Paris
- You Son (Prince Language Edit).
- Love Words(aka Mots D'amour), 1987, Paris (recorded in Paris at Studio des Dame and Garage Studios)
- Intithar(recorded at Garage Studios, Paris)
- Sinbad(Released by Fakrounmusic, recorded in Libya)
- Salma(Released by Fakrounmusic, recorded in Libya)